# Lidia Șimonová
Lidia Șimonová, nepřechýleně Lidia Șimon (* 4. září 1973 Târgu Cărbunești) je bývalá rumunská atletka, která se věnovala maratonskému běhu, mistryně světa z roku 2001.
Její první velkou medailí z mezinárodních závodů bylo stříbro z mistrovství světa v půlmaratonu z roku 1996. O rok později vybojovala bronzovou medaili na světovém šampionátu v Athénách, stejného úspěchu dosáhla také v roce 1999 v Seville. Z olympiády v Sydney v roce 2000 si dovezla stříbrnou medaili z maratonské trati. Největším sportovním úspěchem byl pro ni titul mistryně světa v maratonu z roku 2001.